# Apterodon
L'apterodonte (gen. Apterodon) è un mammifero carnivoro estinto, appartenente agli ienodonti. Visse tra l'Eocene superiore e l'Oligocene medio (circa 37 - 27 milioni di anni fa) e i suoi resti fossili sono stati ritrovati in Europa e in Africa.

## Descrizione
Questo animale era di aspetto insolito rispetto a quello degli altri ienodonti. Possedeva forti zampe anteriori, dai muscoli possenti, paragonabili a quelle dell'odierno tasso (Meles meles). Il corpo, la coda e anche le zampe anteriori mostrano adattamenti paragonabili a quelli di mammiferi acquatici come lontre e pinnipedi. Il cranio era allungato posteriormente ma il muso era corto, con mascelle gracili. Era presente una cresta sagittale elevata al di sopra di una scatola cranica ridotta. I molari erano privi di denticoli conici e non erano molto taglienti; il primo e il secondo molare avevano un protocono prominente, e un parastilo e un metastilo di dimensioni quasi uguali. La dentatura della mascella assomigliava a quella dei mesonichidi. Il primo molare inferiore aveva un trigonide ben sviluppato e un talonide dotato di tre denticoli. 

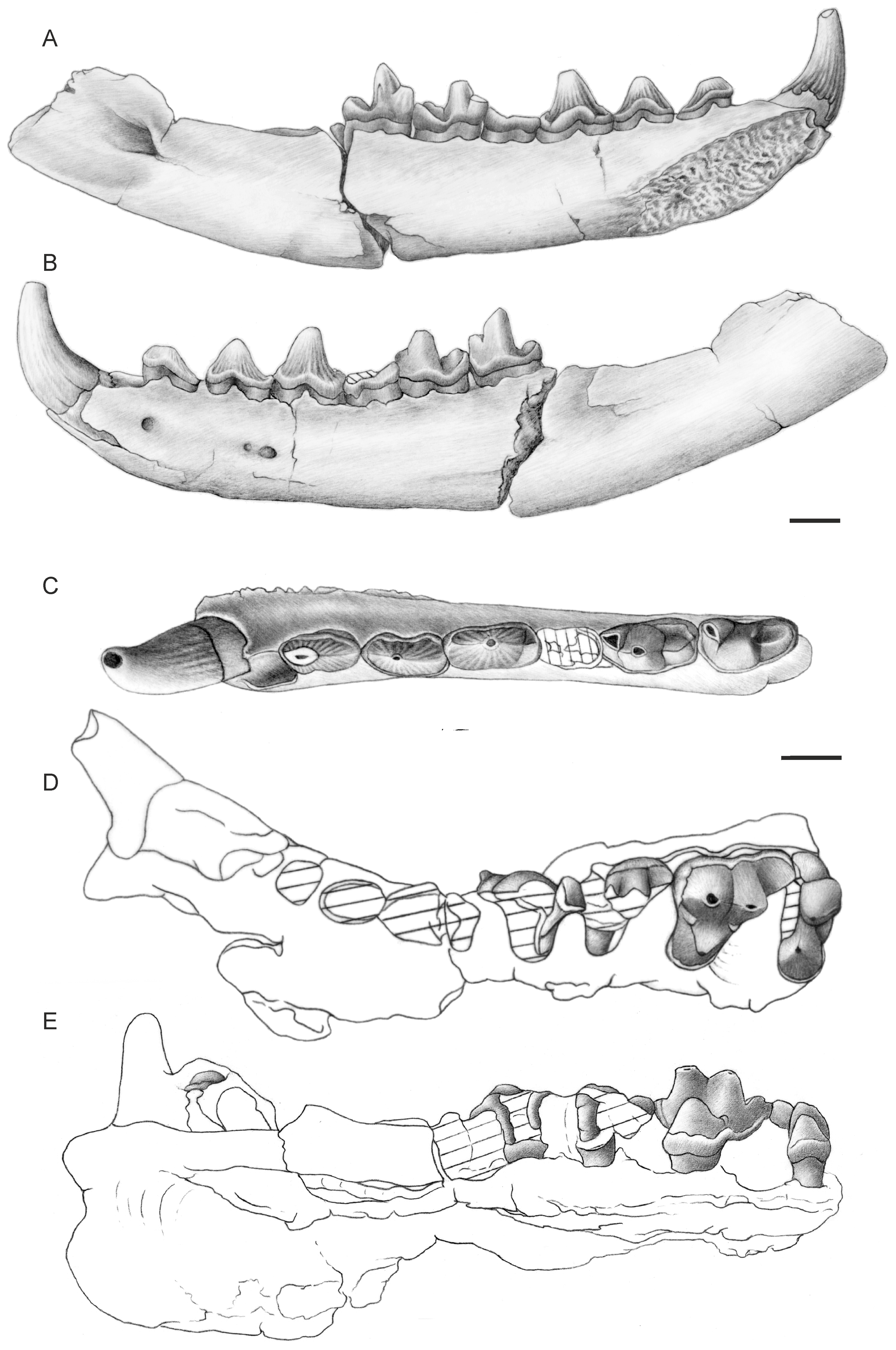
Mandibola di Apterodon langebadreae

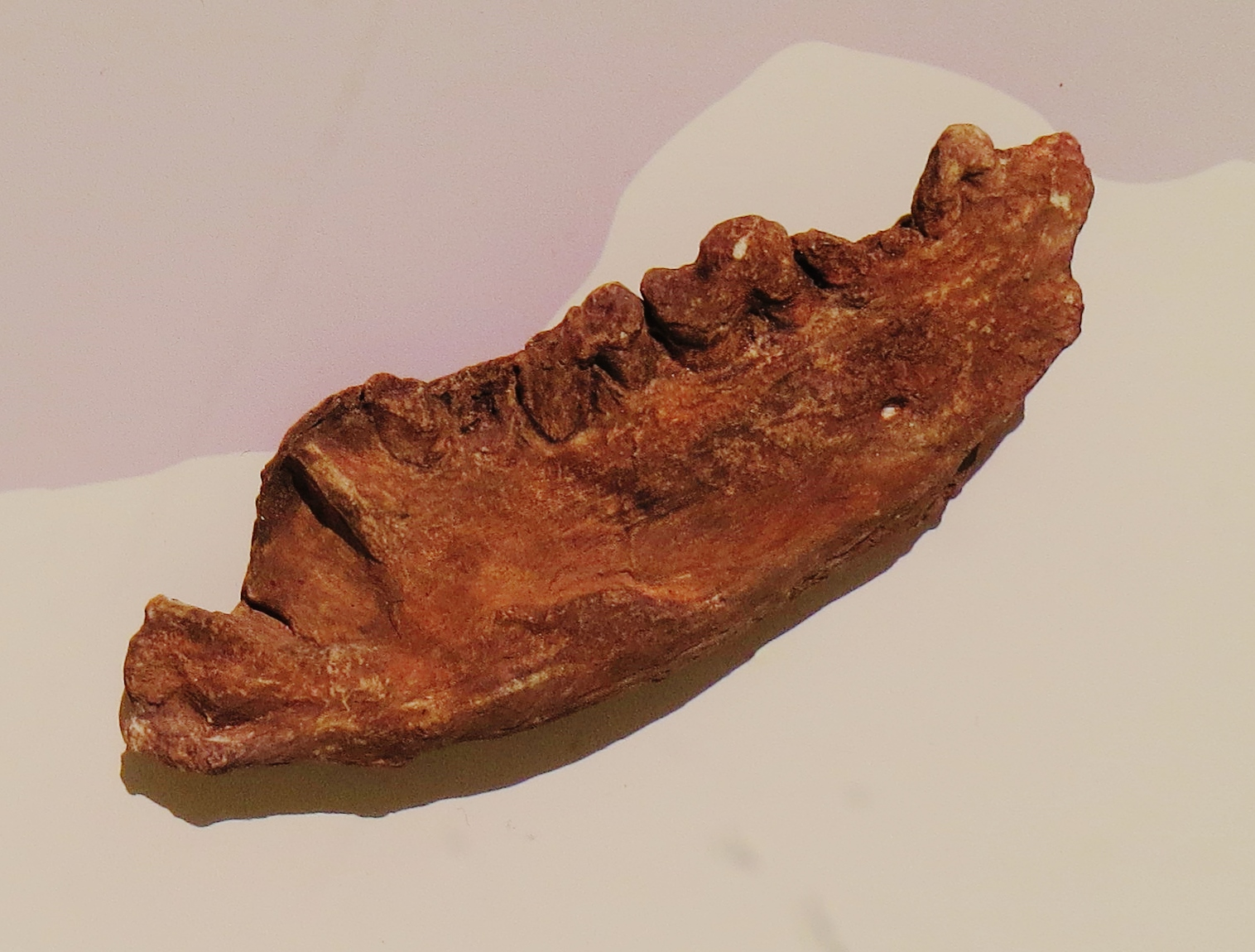
Mandibola di Apterodon rauenbergensis

## Classificazione
Il genere Apterodon venne descritto per la prima volta da Fisher nel 1880, sulla base di resti fossili ritrovati nelle fosforiti di Quercy in Francia; la specie tipo è Apterodon gaudryi, rinvenuta anche in Kenya. Altre specie attribuite a questo genere sono note in Egitto (A. macrognathus, A. altidens, A. saghensis), in Libia (A. langebadreae) e in Germania (A. intermedius, A. rauenbergensis).
Apterodon è un membro degli ienodonti, un gruppo di mammiferi dalle attitudini carnivore un tempo radunati assieme agli ossienidi nell'ordine dei creodonti. Apterodon, in particolare, è considerato un membro piuttosto insolito del gruppo, per le caratteristiche dentarie e dello scheletro, ed è attribuito a una sottofamiglia a sé stante (Apterodontinae), forse affine agli Hyainailourinae, i cui rappresentanti più noti sono Hyainailouros e Pterodon.

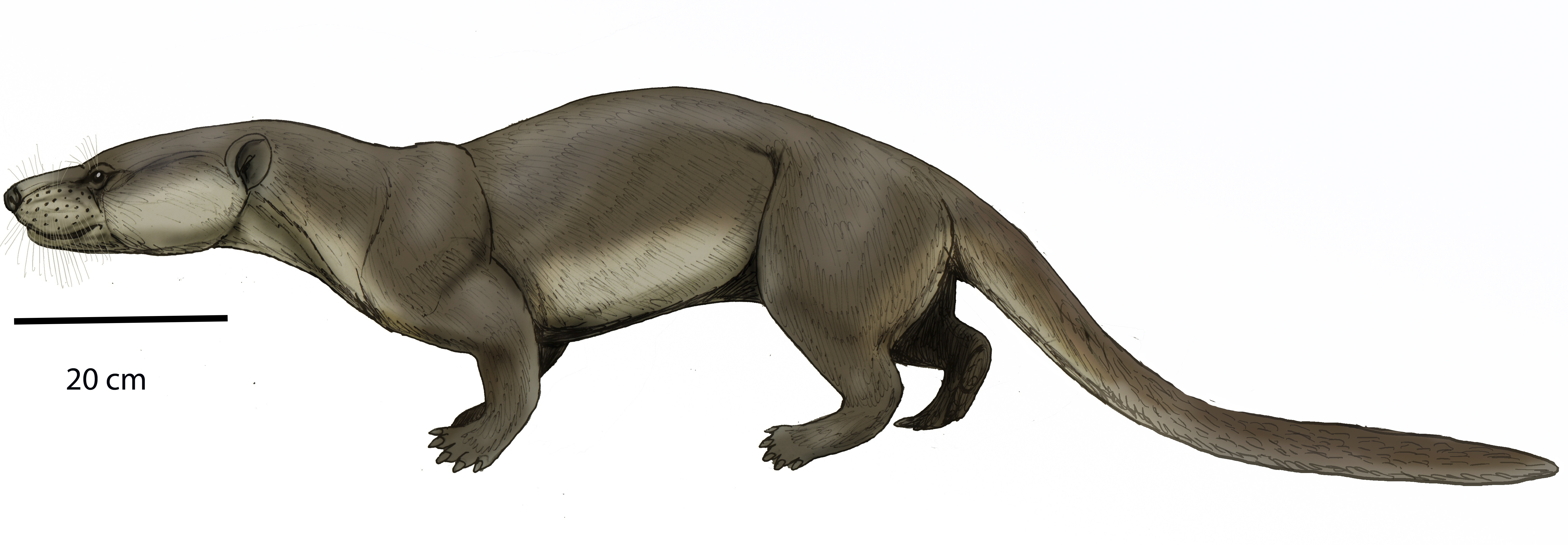
Ricostruzione di Apterodon

## Paleobiologia
Caso unico tra gli ienodonti, Apterodon era un mammifero semiacquatico e dalle abitudini fossorie, come sembrerebbero indicare le caratteristiche dello scheletro e la tafonomia. Le zampe anteriori particolarmente potenti, in particolare, dovevano essere notevolmente adatte a scavare tane ipogee. La dentatura sembra invece adatta a nutrirsi di invertebrati dal guscio duro, come crostacei e molluschi, che venivano frantumati grazie alla pressione dei forti molari e dei potenti muscoli. Probabilmente Apterodon viveva lungo le linee costiere di Africa ed Europa.
Uno studio del 2017 su un fossile di Apterodon macrognathus ha indicato che l'eruzione dentale della seconda dentizione avveniva molto più lentamente rispetto a quella dei carnivori odierni (Borths e Stevens, 2017).